# Amelie Kober
Amelie Kober (n. 16 noiembrie 1987, Bad Aibling, Bavaria, Germania) este o sportivă ce a reprezentat Germania, medaliată olimpică. A participat la 3 ediții ale Jocurilor Olimpice (2006, 2010, 2014) în care a câștigat o medalie de argint și o medalie de bronz.